# Пале-Рояль (Одеса)
Пале-Рояль (за радянської влади — Сквер Чарльза Дарвіна) — сквер в місті Одеса. Він оточений будівлями по вулицях Ланжеронівській й Європейській, провулку Театрального та будівлею Оперного театру.

## Історія

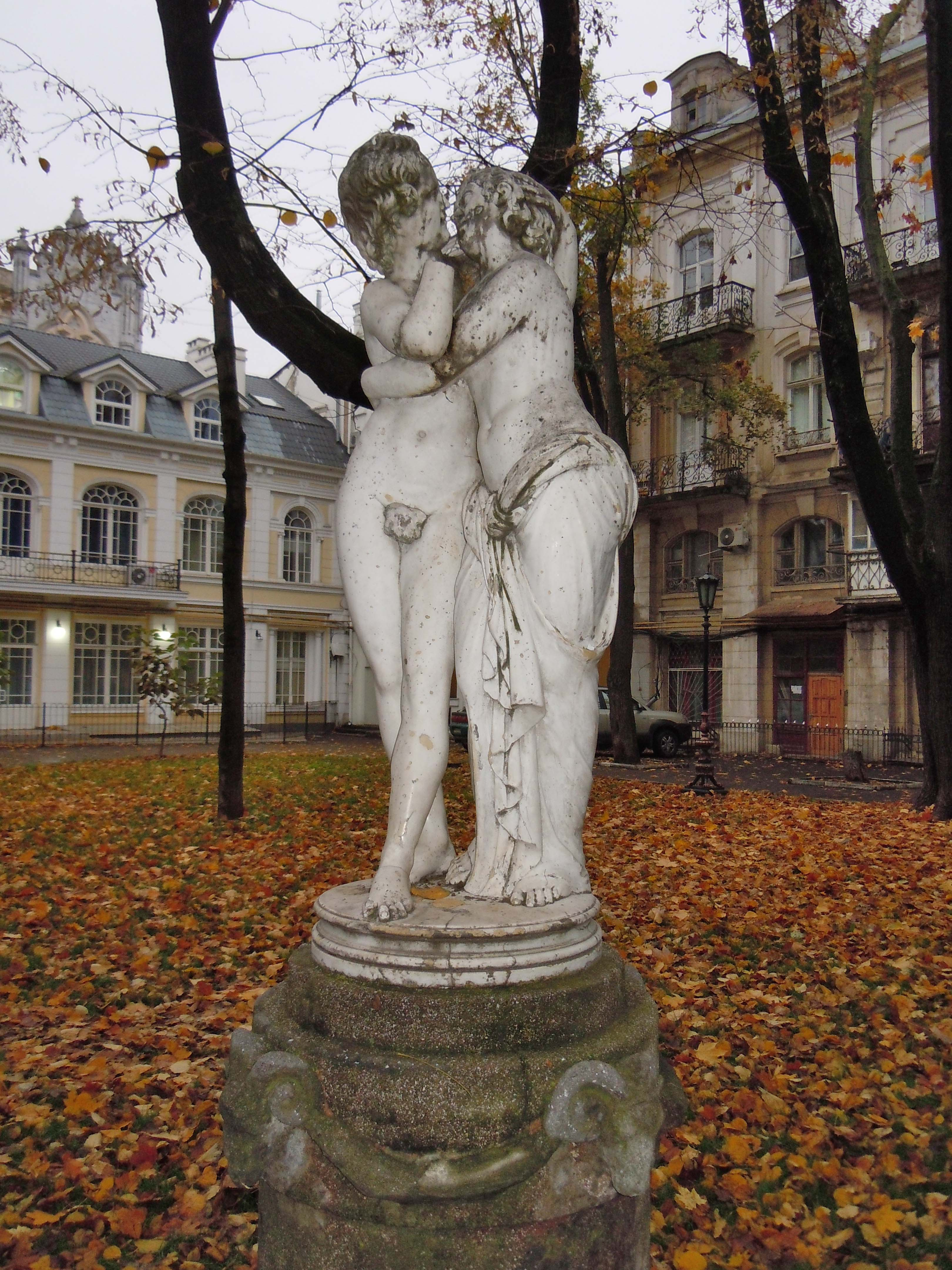
Скульптура «Ерос і Психея», копія з оригіналу, виготовленого у II ст. до н. е. у Греції

На початку XIX століття, за Міським театром, була військова площа для стройової підготовки, так званий «плац-парад». У звичайні дні тут муштрували солдатів, а на Великдень відбувалися міські гуляння. Потім плац-парад перенесли на Соборну площу, а біля театру вирішили побудувати торгові ряди для елітарної торгівлі та світських розваг. Гостинний двір або «красні лавки», як говорили тоді. Місце, де заможні одесити могли б гуляти чи здійснювати покупки, уникаючи шуму міських базарів. Одеський Гостинний двір отримав назву «Пале-Рояль» (фр. Palais Royal — «королівський палац») — в наслідування знаменитому палацу в Парижі.
Довга П-подібна будівля торгових рядів, що тяглися вздовж вулиць Ланжеронівська, Європейська та Біржова (нині провулок Театральний) побудовано 1842 року за проєктом архітектора Джорджо Торрічеллі. Всі лавки були звернені вітринами у внутрішній двір; площа біля магазинів була вимощена каменем, у дворі поставили зручні лавки. Сад з акуратними алеями й фонтан в центрі двору Пале-Рояль з'явився в 1847 році; за чутками, фонтан з бронзовою дівчиною на вершині скелі вигадувала сама Єлизавета Воронцова, дружина одеського генерал-губернатора.
Скульптурна парочка, що обіймається, Ерос і Психея, з'явилася трохи пізніше. Обнявшись, вони стоять на постаменті й зачаровують своєю красою і почуттям любові один до одного. За легендою, Психею переслідував Ерос, а вона дивно себе вела з ним. То ненавиділа, то піддавалася його обіймам. Між ними — любов і пристрасть один до одного. Скульптура створена в 1900 році.

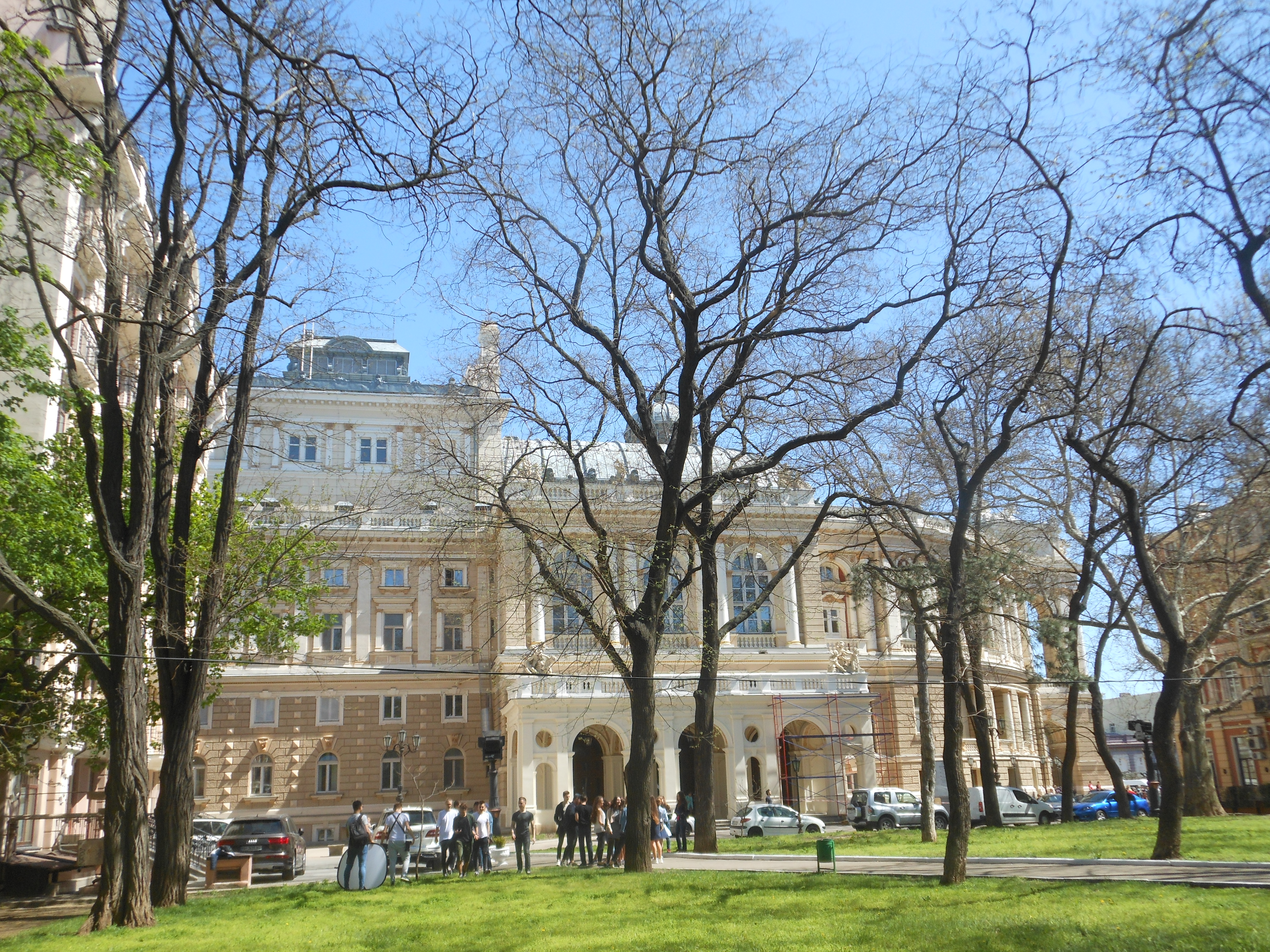

Серед перших власників магазинів були найвідоміші в місті торговці й ресторатори: Цезар Отон, Вільям Вагнер, паризький кравець Лангле; в Пале-Роялі був модний салон Марії Страц, книжкові крамниці, магазини шовків і кришталю. Відвідування Пале-Рояль швидко стало обов'язковим світським ритуалом; в його затишних кав'ярнях збиралося найвишуканіше товариство міста. Під деревами розставляли столи, за якими пили чай і їли морозиво, двічі на тиждень грала музика. У закладі Жана Карута подавали каву, лимонад та гарячий шоколад. Найвідомішою в місті була кондитерська австрійця Адольфа Замбріні з чудовим морозивом, яка проіснувала тут багато десятиліть. За довгу історію серед її відвідувачів були Паустовський, Бабель і Утьосов, тут відзначав день народження Костянтин Станіславський у компанії друзів — акторів Московського художнього театру.
В кінці XIX століття епоха невеликих віталень дворів пройшла, Пале-Рояль став втрачати свою колишню славу центру «шикарної торгівлі», передавши його Пасажу на Дерибасівській.
У сквері росте платан західний — ботанічна пам'ятка природи місцевого значення в Україні. Об'єкт природно-заповідного фонду Одеської області.